# Maria Goldbach
Maria Goldbach ist eine deutsche Romanistin.

## Leben
Von 1983 bis 1992 studierte sie Mathematik, Geschichte, Musikwissenschaft, Romanische Philologie und Informatik an den Universitäten zu Mainz, Aix-en-Provence und Hamburg (1992: Magister Artium in Geschichte (Universität Hamburg)). Nach der Promotion 1997 im Fach Romanische Philologie: Spezifische und arbiträre leere Objekte war sie von Juli 2000 bis Mai 2002 assoziierte Mitarbeiterin im Projekt H1 „Mehrsprachigkeit als Ursache und Folge von Sprachwandel: Historische Syntax der romanischen Sprachen“ des Sonderforschungsbereichs Mehrsprachigkeit (Sprecher: Jürgen M. Meisel) und von April 1999 bis März 2006 wissenschaftliche Mitarbeiterin für französische und portugiesische Linguistik am Lehrstuhl von Jürgen M. Meisel, Universität Hamburg, Institut für Romanistik. Nach der Habilitation 2005 Pronominalisierung bei Infinitivkomplementen im Alt- und frühen Mittelfranzösischen im Vergleich zum Altitalienischen vertrat sie von April 2006 bis März 2007 den Lehrstuhl für Jürgen M. Meisel, Universität Hamburg, Institut für Romanistik, für französische, spanische und portugiesische Linguistik. Von Januar 2007 bis Dezember 2010 war sie Research Assistant im Forschungsprojekt „Autonomous Morphology in Diachrony: comparative evidence from the Romance languages“ von Martin Maiden, University of Oxford, Faculty of Medieval and Modern Languages.  Von  Oktober 2011 bis März 2012 lehrte sie als Universitätsprofessorin für Romanische Philologie an der Universität Würzburg. Seit April 2012 ist sie Universitätsprofessorin für Romanische Philologie an der Universität Hamburg.
Ihre Schwerpunkte sind vergleichende Grammatikforschung, vornehmlich in den romanischen Sprachen (Französisch, Italienisch, Portugiesisch und Spanisch in den Bereichen Syntax, Grenzbereich zwischen Morphologie und Syntax, Flexionsmorphologie, Grenzbereich zwischen Syntax und Phonologie), historische Sprachwissenschaft und syntaktische Rekonstruktion Phänomene: Finitheit und ihre Beziehung zu Propositionalität, Pronomen, Verbstellung, Rolle und Aufgabe von Paradigmen in Morphologie und Syntax, Syntax von Satzpartikeln und ihre Beziehung zur Satzmodalität und Diskursfunktion, Grammatiktheorie, Möglichkeiten der Autonomiehypothese und Qualität von formalen Erklärungen einerseits und von deskriptiven/historischen andererseits.

## Schriften (Auswahl)
- Spezifische und arbiträre leere Objekte. Frankfurt am Main 1999, ISBN 3-89354-874-2.
- Pronominalisierung bei Infinitivkomplementen im Alt- und frühen Mittelfranzösischen und im Altitalienischen. Frankfurt am Main 2007, ISBN 978-3-631-56140-9.
- als Herausgeberin mit Gisella Ferraresi: Principles of syntactic reconstruction. Amsterdam 2008, ISBN 978-90-272-4818-3.
- als Herausgeberin mit Martin Maiden, John Charles Smith und Marc-Olivier Hinzelin: Morphological autonomy. Perspectives from romance inflectional morphology. Oxford 2011, ISBN 0-19-958998-4.